# Muscle sphincter de la pupille
Le muscle sphincter de la pupille (ou sphincter de la pupille ou muscle constricteur pupillaire ou sphincter irien) est un muscle lisse annulaire plat situé dans la couche conjonctive et vasculaire de l'iris autour de l'orifice pupillaire.

## Action
Chez l'homme, il a pour fonction de resserrer la pupille (réflexe pupillaire lumineux).

## Innervation
Il est contrôlé par des fibres parasympathiques du récepteur muscarinique de l'acétylcholine (M3) qui proviennent du noyau Edinger-Westphal.
Ces fibres passent par le nerf oculomoteur (CN III), synapse dans le ganglion ciliaire, puis pénètrent dans l'œil par les nerfs ciliaires courts .[réf. nécessaire] . Les nerfs ciliaires courts courent ensuite vers l'avant et percent la sclère à l'arrière de l'œil, voyageant entre la sclère et la choroïde pour innerver le muscle du sphincter de l'iris.

## Anatomie comparée
Chez certains animaux, les cellules musculaires elles-mêmes sont photosensibles, provoquant une action de l'iris sans intervention cérébrale.